# 28163 Lorikim
28163 Lorikim este un asteroid din centura principală de asteroizi.

## Descriere
28163 Lorikim este un asteroid din centura principală de asteroizi. A fost descoperit pe 10 noiembrie 1998 la Socorro, New Mexico, în cadrul proiectului LINEAR. Asteroidul prezintă o orbită caracterizată de o semiaxă mare de 2,31 ua, o excentricitate de 0,16 și o înclinație de 4,4° în raport cu ecliptica.